# 寂然
寂然（じゃくせん/じゃくねん）は、平安時代後期の僧・貴族・歌人。俗名は藤原 頼業（ふじわら の よりなり）。藤原北家長良流、丹後守・藤原為忠の四男。官位は従五位下・壱岐守。(諸説あり不詳）

## 経歴
元永年間（1118年 - 1119年）の生まれとされる。崇徳朝にて東宮・躰仁親王（のち近衛天皇）の蔵人や左近衛将監を務める。康治元年（1141年）従五位下に叙爵し、翌康治2年（1142年）に壱岐守に任ぜられる。
遅くても久寿年間（1154年-1156年）に出家し大原に隠棲した。法名を寂然と称し、同じく出家した兄弟の寂念・寂超と共に大原三寂・常盤三寂と呼ばれた。西行・西住とは親友の間柄であったと言われている。また、各地を旅行して讃岐国に流された崇徳院を訪問した事もある。寿永年間には健在であったとみられるが晩年は不詳。（諸説あり不詳）

## 人物
和歌に優れ私撰集に『唯心房集』『寂然法師集』『法門百首』があり、『千載和歌集』以下の勅撰和歌集に47首が入首。強い隠逸志向と信仰に裏付けられた閑寂な境地を切り開いた。また、今様にも深く通じていた。(諸説あり不詳）

## 官歴
- 崇徳朝：東宮蔵人。左近衛将監[2]
- 康治元年（1141年） 正月5日：従五位下[3]
- 康治2年（1142年） 正月27日： 壱岐守[3]
- 天養-久寿年間：出家
- （諸説あり不詳）